# No soy como tú
No soy como tú es una película española para televisión, protagonizada por Nicolás Coronado, Lucía Martín Abello, Alberto Ammann, Alexandra Jiménez, Pantxo Nieto, Paloma Bloyd, Sergio Rojas y Alba García. El proyecto de ficción, de 145 minutos de duración, consta de dos capítulos. El primero de ellos se estrenó el día 17 de junio de 2010 en el prime time de Antena 3. Narra la historia de un amor imposible entre dos vampiros adolescentes, Lucía y Raúl, que tendrán que luchar contra sus instintos.

## Personajes
- Nicolás Coronado como Raúl.
- Lucía Martín Abello como Lucía.
- Alberto Ammann como Alberto.
- Alexandra Jiménez como Leticia.
- Pantxo Nieto como Ismael.
- Paloma Bloyd como Violette.
- Sergio Rojas como Sergio.
- Alba García como Bea.
- Carla Campra como Elena.

## Audiencias
| Parte      | Fecha de emisión    | Hora  | Espectadores | Share |
| ---------- | ------------------- | ----- | ------------ | ----- |
| AUDIENCIAS |                     |       |              |       |
| 1          | 17 de junio de 2010 | 22:15 | 1.562.000    | 8,8%  |
| 2          | 1 de julio de 2010  | 00:30 | 747.000      | 10,5% |